# Aquí Está (Venezuela)
Aquí Está es un diario digital fundado en 2023 que se ha establecido como una fuente de noticias confiable y de alta calidad en línea. 
El sitio web se dedica a brindar a sus lectores las últimas noticias y eventos tanto a nivel local como global en tiempo real.

## Historia
El diario digital Aquí Está fue fundado en el año 2023 por un equipo de periodistas y expertos en tecnología. Con el objetivo de ofrecer a los lectores una alternativa moderna y fresca a los diarios tradicionales, el equipo trabajó incansablemente para crear un sitio web intuitivo y fácil de usar que brindara noticias actualizadas las 24 horas del día, los 7 días de la semana.
Desde su lanzamiento, Aquí está Refundado ha ganado una gran cantidad de seguidores y ha logrado establecerse como una fuente de noticias confiable en línea. Los lectores pueden disfrutar de una variedad de secciones que incluyen noticias locales, internacionales, deportes, tecnología, entretenimiento, cultura y estilo de vida.

## Contenido
El diario digital Aquí Está cubre una amplia gama de noticias e historias interesantes y relevantes para sus lectores. El sitio web cuenta con un equipo de periodistas y colaboradores expertos que trabajan diligentemente para proporcionar a los lectores noticias actualizadas y precisas.
Además de las noticias de última hora, Aquí está Refundado también cuenta con secciones especializadas en deportes, tecnología, entretenimiento, cultura y estilo de vida. Los lectores pueden disfrutar de opiniones y análisis en profundidad, así como entrevistas exclusivas con figuras destacadas en estos campos.
El diario digital también tiene una fuerte presencia en las redes sociales, lo que permite a los lectores estar al tanto de las últimas noticias y compartir historias interesantes con sus amigos y seguidores.

## Enfoque en la calidad
En Aquí Está, el equipo de periodistas y expertos en tecnología se esfuerza por brindar noticias de alta calidad que sean precisas y confiables. La ética periodística es muy importante para el diario digital, y el equipo sigue estrictamente los estándares éticos y profesionales.
Además, Aquí está Refundado se dedica a brindar a sus lectores una experiencia en línea de alta calidad. El sitio web es fácil de navegar y está diseñado para ser atractivo y accesible para todos los usuarios.